# Liste der Nummer-eins-Country-Hits in den USA (1947)
Dies ist eine Liste der Nummer-eins-Hits in den von Billboard ermittelten Most Played Juke Box Folk Records (Hillbillies, Spirituals, Cowboy Songs, Etc.) in den USA im Jahr 1947. Diese Charts gelten als Vorgänger der 1958 eingeführten Hot Country Songs. In diesem Jahr gab es neun Nummer-eins-Songs.

| ← 1946 ← | Liste der Nummer-eins-Country-Hits in den USA | Liste der Nummer-eins-Country-Hits in den USA         | Liste der Nummer-eins-Country-Hits in den USA                                                          | 1948 →                    |
| \| Zeitraum \| Wo. ges. \| Interpret \| Titel Autor(en) \| Zusätzliche Informationen \| \| (Zeitraum, Wochen auf Platz eins, Interpret, Titel, Autor[en], zusätzliche Informationen) \| \| \| \| \| \| ----------------------------------------------------------------------------------------- \| -------- \| ----------------------------------------------------- \| --------------------------------------------------------------------------------------------------------- \| ------------------------- \| \| 28. Dezember 1946 – 17. Januar 1947 3 Wochen (insgesamt 13) \| 13 \| Merle Travis \| Divorce Me C.O.D.[1] Cliffie Stone, Merle Travis \| - \| \| 18. Januar 1947 – 24. Januar 1947 1 Woche (insgesamt 1) \| 1 \| Ernest Tubb \| Rainbow at Midnight[2] Lost John Miller \| - \| \| 25. Januar 1947 – 31. Januar 1947 1 Woche (insgesamt 14) \| 14 \| Merle Travis \| Divorce Me C.O.D. Cliffie Stone, Merle Travis \| - \| \| 1. Februar 1947 – 7. Februar 1947 1 Woche (insgesamt 2) \| 2 \| Ernest Tubb \| Rainbow at Midnight Lost John Miller \| - \| \| 8. Februar 1947 – 16. Mai 1947 14 Wochen (insgesamt 14) \| 14 \| Merle Travis \| So Round, So Firm, So Fully Packed[3] Cliffie Stone, Eddie Kirk, Merle Travis \| - \| \| 17. Mai 1947 – 23. Mai 1947 1 Woche (insgesamt 1) \| 1 \| Red Foley & the Cumberland Valley Boys \| New Jolie Blonde (New Pretty Blonde)[4] Sydney Nathan, Al Miller \| - \| \| 24. Mai 1947 – 30. Mai 1947 1 Woche (insgesamt 1) \| 1 \| Eddy Arnold & His Tennessee Plowboys \| What Is Life Without Love[5] Eddy Arnold, Owen Bradley, Vic McAlpin \| - \| \| 31. Mai 1947 – 6. Juni 1947 1 Woche (insgesamt 2) \| 2 \| Red Foley & the Cumberland Valley Boys \| New Jolie Blonde (New Pretty Blonde) Sydney Nathan, Al Miller \| - \| \| 7. Juni 1947 – 13. Juni 1947 1 Woche (insgesamt 2) \| 2 \| Bob Wills & His Texas Playboys, Vocal by Tommy Duncan \| Sugar Moon[6] Bob Wills, Cindy Walker \| - \| \| 14. Juni 1947 – 18. Juli 1947 5 Wochen (insgesamt 5) \| 5 \| Eddy Arnold & His Tennessee Plowboys \| It's a Sin[7] Fred Rose, Zeb Turner \| - \| \| 19. Juli 1947 – 31. Oktober 1947 15 Wochen (insgesamt 15) \| 15 \| Tex Williams & His Western Caravan \| Smoke! Smoke! Smoke! (That Cigarette)[8] Merle Travis, Tex Williams \| - \| \| 1. November 1947 – 7. November 1947 1 Woche (insgesamt 1) \| 1 \| Eddy Arnold & His Tennessee Plowboys \| I'll Hold You in My Heart (Till I Can Hold You in My Arms)[9] Eddy Arnold, Hall Horton, Thomas C. Dilbeck \| - \| \| 8. November 1947 – 14. November 1947 1 Woche (insgesamt 16) \| 16 \| Tex Williams & His Western Caravan \| Smoke! Smoke! Smoke! (That Cigarette) Merle Travis, Tex Williams \| - \| \| 15. November 1947 – 26. Dezember 1947 6 Wochen (insgesamt 7) \| 7 \| Eddy Arnold & His Tennessee Plowboys \| I'll Hold You in My Heart (Till I Can Hold You in My Arms) Eddy Arnold, Hall Horton, Thomas C. Dilbeck \| - \| |                                               |                                                       | |                           |
| ← 1946 |                                               |                                                       | | → 1948 →                  |
| Zeitraum | Wo. ges.                                      | Interpret                                             | Titel Autor(en)                                                                                        | Zusätzliche Informationen |
| (Zeitraum, Wochen auf Platz eins, Interpret, Titel, Autor[en], zusätzliche Informationen) |                                               |                                                       | |                           |
| 28. Dezember 1946 – 17. Januar 1947 3 Wochen (insgesamt 13) | 13                                            | Merle Travis                                          | Divorce Me C.O.D. Cliffie Stone, Merle Travis                                                          | -                         |
| 18. Januar 1947 – 24. Januar 1947 1 Woche (insgesamt 1) | 1                                             | Ernest Tubb                                           | Rainbow at Midnight Lost John Miller                                                                   | -                         |
| 25. Januar 1947 – 31. Januar 1947 1 Woche (insgesamt 14) | 14                                            | Merle Travis                                          | Divorce Me C.O.D. Cliffie Stone, Merle Travis                                                          | -                         |
| 1. Februar 1947 – 7. Februar 1947 1 Woche (insgesamt 2) | 2                                             | Ernest Tubb                                           | Rainbow at Midnight Lost John Miller                                                                   | -                         |
| 8. Februar 1947 – 16. Mai 1947 14 Wochen (insgesamt 14) | 14                                            | Merle Travis                                          | So Round, So Firm, So Fully Packed Cliffie Stone, Eddie Kirk, Merle Travis                             | -                         |
| 17. Mai 1947 – 23. Mai 1947 1 Woche (insgesamt 1) | 1                                             | Red Foley & the Cumberland Valley Boys                | New Jolie Blonde (New Pretty Blonde) Sydney Nathan, Al Miller                                          | -                         |
| 24. Mai 1947 – 30. Mai 1947 1 Woche (insgesamt 1) | 1                                             | Eddy Arnold & His Tennessee Plowboys                  | What Is Life Without Love Eddy Arnold, Owen Bradley, Vic McAlpin                                       | -                         |
| 31. Mai 1947 – 6. Juni 1947 1 Woche (insgesamt 2) | 2                                             | Red Foley & the Cumberland Valley Boys                | New Jolie Blonde (New Pretty Blonde) Sydney Nathan, Al Miller                                          | -                         |
| 7. Juni 1947 – 13. Juni 1947 1 Woche (insgesamt 2) | 2                                             | Bob Wills & His Texas Playboys, Vocal by Tommy Duncan | Sugar Moon Bob Wills, Cindy Walker                                                                     | -                         |
| 14. Juni 1947 – 18. Juli 1947 5 Wochen (insgesamt 5) | 5                                             | Eddy Arnold & His Tennessee Plowboys                  | It's a Sin Fred Rose, Zeb Turner                                                                       | -                         |
| 19. Juli 1947 – 31. Oktober 1947 15 Wochen (insgesamt 15) | 15                                            | Tex Williams & His Western Caravan                    | Smoke! Smoke! Smoke! (That Cigarette) Merle Travis, Tex Williams                                       | -                         |
| 1. November 1947 – 7. November 1947 1 Woche (insgesamt 1) | 1                                             | Eddy Arnold & His Tennessee Plowboys                  | I'll Hold You in My Heart (Till I Can Hold You in My Arms) Eddy Arnold, Hall Horton, Thomas C. Dilbeck | -                         |
| 8. November 1947 – 14. November 1947 1 Woche (insgesamt 16) | 16                                            | Tex Williams & His Western Caravan                    | Smoke! Smoke! Smoke! (That Cigarette) Merle Travis, Tex Williams                                       | -                         |
| 15. November 1947 – 26. Dezember 1947 6 Wochen (insgesamt 7) | 7                                             | Eddy Arnold & His Tennessee Plowboys                  | I'll Hold You in My Heart (Till I Can Hold You in My Arms) Eddy Arnold, Hall Horton, Thomas C. Dilbeck | -                         |